# Isole della Terra di Francesco Giuseppe
Elenco in ordine alfabetico delle isole dell'arcipelago russo della Terra di Francesco Giuseppe. Tra di esse le maggiori, in ordine di grandezza, sono: la Terra del Principe Giorgio, la Terra di Vil'ček, l'isola di Graham Bell, la Terra di Alessandra, e l'isola di Hall. 
Pochissime di queste isole hanno nomi russi. Sono in gran parte tedeschi, inglesi, americani, italiani e, in un caso, norvegese. La maggior parte delle isole è stata scoperta e denominata in occasione della spedizione austro-ungarica al polo nord di Weyprecht e Payer (1872-1874), che hanno usato nomi di reali e dinastie aristocratiche austro-ungariche, nonché nomi di nobili che avevano contribuito a finanziare la loro impresa. A differenza del resto della Russia, dove, durante l'era sovietica, i nomi dedicati alla nobiltà sono stati sostituiti con le caratteristiche geografiche, i nomi aristocratici dell'arcipelago di Francesco Giuseppe sono stati conservati.
Nel 1895 la spedizione di Frederick George Jackson scoprì alcune isole e le denominò con i nomi di esploratori artici britannici e di personalità della Royal Geographical Society, sponsor della spedizione, cui dedicò l'ominoma isola.
Infine ci sono alcune isole, come le Isole di Pontremoli, che sono state scoperte e denominate da Umberto Nobile durante la spedizione artica del Malyghin del 1931.
- Isola di Aagaard (Остров Огорд, ostrov Ogord)
- Isola di Alger (Остров Алджер, ostrov Aldžer)
- Isola di Arthur (Остров Артура, ostrov Artura)
- Isola di Bell (Остров Белл, ostrov Bell)
- Isola di Berghaus (Остров Бергхауз, ostrov Berghauz)
- Isola di Bliss (Остров Блисса, ostrov Blissa)
- Isola di Brady (Остров Брейди, ostrov Brejdi)
- Isola di Brice (Остров Брайса, ostrov Brajsa)
- Isola di Bromwich (Остров Бромидж, ostrov Bromidž)
- Isola di Bruce (Остров Брюса, ostrov Brjusa)
- Isola di David (Остров Давида, ostrov Davida)
- Isola di Davis (Остров Дауэс, ostrov Dauės)
- Isola Derevjannyj o Isola del legno (Остров Деревянный, ostrov Derevjannyj)
- Isola di Eaton (Остров Итон, ostrov Iton)
- Isola di Fersman (Остров Ферсмана, ostrov Fersmana)
- Isola di Geddes (Остров Гедж, ostrov Gedž)
- Isola di Graham Bell (Остров Греэм-Белл, ostrov Greėm-Bell)
- Isola di Hall (Остров Галля, ostrov Gallja)
- Isola di Hayes (Остров Хейса, ostrov Hejsa)
- Isola di Hofmann (Остров Гофмана, ostrov Gofmana)
- Isola di Hohenlohe (Остров Гогенлоэ, ostrov Gogenloė)
- Isola di Hooker (Остров Гукера, ostrov Gukera)
- Isola di Jefferson (Остров Джефферсона, ostrov Džeffersona)
- Isola di Jurij Kučiev (Остров Юрия Кучиева, ostrov Jurja Kyčieva)
- Isola di Klagenfurt (Остров Клагенфурт, ostrov Klagenfurt)
- Isola di Koetlitz (Остров Кётлица, ostrov Kёtlica)
- Isola di Koldewey (Остров Кольдевея, ostrov Kol'deveja)
- Isola di L'dinka o Isola dei ghiaccioli (Остров Льдинка, ostrov L'dinka)
- Isola di La Ronciere (Остров Ла-Ронсьер, ostrov La-Ronc'er)
- Isola di Lamon (Остров Ламон, ostrov Lamon)
- Isola di Leigh-Smith (Остров Ли-Смита, ostrov Li-Smita)
- Isola di Litke (Остров Литке, ostrov Litke)
- Isola di Mabel (Остров Мейбел, ostrov Mejbel)
- Isola di Matilda (Остров Матильды, ostrov Matil'dy)
- Isola di McClintock (Остров Мак-Клинтока, ostrov Mak-Klintoka)
- Isola di McNult (Остров Мак-Нульта, ostrov Mak-Nul'ta)
- Isola di Mërtvogo Tjulenja o Isola della foca morta (Остров Мёртвого Тюленя, ostrov Mërtvogo Tjulenja)
- Isola di May (Остров Мей, ostrov Mej)
- Isola di Nansen (Остров Нансена, ostrov Nansena)
- Isola di Nerpa (Остров Нерпа, ostrov Nerpa)
- Isola di Newcomb (Остров Нюкомба, ostrov Njukomba)
- Isola di Newton (Остров Ньютона, ostrov Njutona)
- Isola Nezametnyj o Isola nascosta (Остров Незаметный, ostrov Nezametnyj)
- Isola di Northbrook (Остров Нортбрук, ostrov Nortbruk)
- Isola di Perlamutrovyj o Isola della madreperla (Остров Перламутровый, ostrov Perlamutrovyj)
- Isola di Pritchet (Остров Притчетта, ostrov Pritčetta)
- Isola di Robertson (Остров Робертсона, ostrov Robertsona)
- Isola della Royal Society (Остров Королевского Общества, ostrov Korolevskogo Obščestva)
- Isola di Rudolf o Isola del Principe Rodolfo (Остров Рудольфа, ostrov Rudol'fa)
- Isola di Salm (Остров Сальм, ostrov Sal'm)
- Isola di Schönau (Остров Шёнау, ostrov Šёnau)
- Isola di Scott-Keltie (Остров Скотт-Келти, ostrov Skott-Kelti)
- Isola di Tillo (Остров Тилло, ostrov Tillo)
- Isola di Tom (Остров Тома, ostrov Toma)
- Isola di Trëhlučevoj (Остров Трёхлучевой, ostrov Trëhlučevoj)
- Isola di Wilczek (Остров Вильчека, ostrov Vil'čeka)
- Isola di Wilton (Остров Уилтона, ostrov Uiltona)
- Isola di Windward (Остров Уиндворд, ostrov Uindvord)
- Isola Zub o Isola dente (Остров Зуб, ostrov Zub)
- Terra del Principe Giorgio (Земля Георга, Zemlja Georga)
- Terra di Alessandra (Земля Александры, Zemlja Aleksandry)
- Terra di Wilczek (Земля Вильчека, Zemlja Vil'čeka)

## Gruppi di isole
- Belaja Zemlja, isole della Terra Bianca (Белая Земля, Belaja Zemlja):
  - Adelaide (Аделаиды, Adelaidy)
  - Eva-Liv (Ева-Лив, Eva-Liv)
  - Freeden (Фреден, Freden)
- Isole del Komsomol (Острова Комсомольские, ostrova Komsomol'skie), 4 isole
- Isole di Bisernye (Острова Бисерные, ostrova Bisernye), 7 isole
- Isole di Borisjak (Острова Борисяка, ostrova Borisjaka), 8 isole
- Isole di Brounov (Острова Броунова, ostrova Brounova), 3 isole
- Isole di Etheridge (Острова Этеридж, ostrova Ėteridž), 2 isole
- Isole di Gorbunov (Острова Горбунова, ostrova Gorbunova), 2 isole
- Isole di Höchstetter (Острова Гохштеттера, ostrova Gohštetter), 3 isole
- Isole di Ljuriki Острова Люрики, ostrova Ljuriki), 2 isole
- Isole Oktjabrjata (Острова Октябрята, ostrova Oktjabrjata), 7 isole
- Scogli degli Eschimesi (Рифы Эскимосские, rify Ėskimosskie), 3

- Terra di Zichy o Isole di Zichy (Острова Зичи, ostrova Ziči):
  - Isole di Alexander (Острова Александра, ostrova Aleksandra), 5 isole
  - Isola di Apollo (Остров Аполлонова, ostrov Apollonova)
  - Isola di Becker (Остров Беккера, ostrov Bekkera)
  - Isola di Brosch (Остров Брош, ostrov Broš)
  - Isola di Champ (Остров Чамп, ostrov Čamp)
  - Isole di Čičagov (Острова Чичагова, ostrova Čičagova), 2 isole
  - Isola di Coburg (Остров Кобург, ostrov Koburg)
  - Isola di Dick (Остров Дика, ostrov Dika)
  - Isola di Elisabetta (Остров Елизаветы, ostrov Elizabety)
  - Isola di Greely (Остров Грили, ostrov Grili)
  - Isola di Harley (Остров Харли, ostrov Harli)
  - Isola di Howen (Остров Гоуэн, ostrov Gouėh)
  - Isole di Ieske (Острова Иеске, ostrova Ieske), 2 isole
  - Isola di Ivanov (Остров Иванова, ostrov Ivanova)
  - Isola di Jackson (Остров Джексона, ostrov Džeksona)
  - Isola di Kane (Остров Кейна, ostrov Kejna)
  - Isola di Karl-Alexander (Остров Карла-Александра, ostrov Karla-Aleksandra)
  - Isole di Kučin (Острова Кучина, ostrova Kučina), 2 isole
  - Isola di Kuhn (Остров Куна, ostrov Kuna)
  - Isola di Levanevsky (Остров Леваневского, ostrov Levanevskogo)
  - Isola di Luigi (Остров Луиджи, ostrov Luidži)
  - Isole di Magee (Острова Мак-Ги, ostrova Mak-Gi), 2 isole
  - Isole di Miriam (Острова Мириам, ostrova Miriam), 3 isole
  - Isola di Ommanney (Остров Оммани, ostrov Ommani)
  - Isola di Payer (Остров Пайера, ostrov Pajera)
  - Isole di Pontremoli (Острова Понтремоли, ostrova Pontremoli), 2 isole
  - Isola di Querini (Остров Кверини, ostrov Kverini)
  - Isola di Rainer (Остров Райнера, ostrov Rainera)
  - Isola di Salisbury (Остров Солсбери, ostrov Solsberi)
  - Isola di Solovyov (Остров Соловьёва, ostrov Solov'ëva)
  - Isola di Stolička (Остров Столичка, ostrov Stolička)
  - Isola di Torup (Остров Торупа, ostrov Torupa)
  - Isola di Ugol'noj Kopi, o Isola delle miniere di carbone, (Остров Угольной Копи, ostrov Ugol'noj Kopi)
  - Isola Wiener Neustadt (Остров Винер-Нёйштадт, ostrov Viner-Nëjštadt)
  - Isola di Ziegler (Остров Циглера, ostrov Ciglera)
  - Scoglio Klyk o Scoglio zanna (скала Клык, skala Klyk)
  - Scogli di Lesgaft (Рифы Лесгафта, rify Lasgafta), 7
  - Scogli di Milovzorov (Рифы Миловзорова, rify Milovzorova), 5